# Ammothella tubicen
Ammothella tubicen is een zeespin uit de familie Ammotheidae. De soort behoort tot het geslacht Ammothella. Ammothella tubicen werd in 1978 voor het eerst wetenschappelijk beschreven door Stock. 